# Johan Adell
Yohan Anders Wilhelm Adell, född 1963, är en svensk kock och författare.
Adell har varit gastronomikonsult för bl.a. Milko, Skånemejerier, Norrmejerier, Team Milko, Skåne Culinar, Västerbottenoststipendiet med mera. Han har medverkat i flera tv-produktioner och varit idégivare till MTV och SVT i Barbacka.
Matbröd: 50 nyttiga alternativ till köttbullar och makaroner blev vinnare av Svenska Publishing-Priset 2006 i kategorin kokböcker. År 2001 tilldelades han Cordon Bleu medalj för sitt arbete med Svensk gastronomi.
Yohan Adell har 2009–2010 hörts på Kustradion 105,0 på Costa del Sol med sitt program om mat & vin. Adell bosatte sig i Frankrike 2007 där han bland annat arbetar som konsult åt olika restauranger och livsmedelsföretag.